# Killing Joke (альбом, 2003)
Killing Joke — двенадцатый студийный альбом одноимённой рок-группы, вышедший в 2003 году.
Диск стал первым после шестилетней паузы, предыдущий альбом Democracy вышел в 1996 году. Продюcерами альбома стали Энди Гилл и Мартин «Youth» Гловер. Также в записи альбома в качестве барабанщика принял участие фронтмен группы Foo Fighters и бывший барабанщик Nirvana Дейв Грол.

## Список композиций
| №   | Название                        | Автор(ы)                                      | Длительность |
| --- | ------------------------------- | --------------------------------------------- | ------------ |
| 1.  | «The Death & Resurrection Show» | Джез Коулман, Кевин Уолкер, Гловер, Энди Гилл | 6:56         |
| 2.  | «Total Invasion»                | Коулман, Уолкер, Гловер, Гилл                 | 5:28         |
| 3.  | «Asteroid»                      | Коулман, Уолкер, Гловер, Гилл                 | 3:24         |
| 4.  | «Implant»                       | Коулман, Уолкер, Гловер, Гилл                 | 5:18         |
| 5.  | «Blood On Your Hands»           | Коулман, Уолкер, Гловер, Гилл                 | 6:00         |
| 6.  | «Loose Cannon»                  | Коулман, Уолкер, Гловер, Гилл                 | 4:12         |
| 7.  | «You'll Never Get To Me»        | Коулман, Уолкер, Гловер, Гилл                 | 6:19         |
| 8.  | «Seeing Red»                    | Коулман, Уолкер, Гловер, Гилл                 | 5:27         |
| 9.  | «Dark Forces»                   | Коулман, Уолкер, Гловер, Гилл                 | 6:26         |
| 10. | «The House That Pain Built»     | Коулман, Уолкер, Гловер, Гилл                 | 6:13         |

Бонус-треки (японское издание)
| №   | Название  | Автор(ы)                      | Длительность |
| --- | --------- | ----------------------------- | ------------ |
| 11. | «Inferno» | Коулман, Уолкер, Гловер, Гилл | 3:38         |
| 12. | «Zennon»  | Коулман, Уолкер, Гловер, Гилл | 5:38         |

Бонус-треки (английское издание)
| №   | Название  | Автор(ы)                      | Длительность |
| --- | --------- | ----------------------------- | ------------ |
| 11. | «Inferno» | Коулман, Уолкер, Гловер, Гилл | 3:38         |

Бонус-треки (американское издание)
| №   | Название   | Автор(ы)                              | Длительность |
| --- | ---------- | ------------------------------------- | ------------ |
| 11. | «Wardance» | Коулман, Уолкер, Гловер, Пол Фёргюсон | 3:49         |

## Участники записи

### Killing Joke
- Джез Коулман — вокал, синтезатор
- Кевин «Джорджи» Уолкер — гитара, бас-гитара
- Мартин «Youth» Гловер — бас-гитара
- Пол Рэйвен — бас-гитара
- Дейв Грол — ударные

### Персонал
- Энди Гилл — продюсер, звукоинженер
- Кэти Саммерс — голос в песне «Total Invasion»